# Мусатов Юрій Вікторович
Юрій Вікторович Мусатов (нар. 19 жовтня 1981, м. Конотоп, Сумська область) — український художник-кераміст. Член Міжнародної академії кераміки, Національної спілки художників України (2007).

## Життєпис
Юрій Мусатов народився 19 жовтня 1981 року в місті Конотопі на Сумщині.
До 1995 року навчався в Конотопській дитячій художній школі. 2001 року закінчив Сумське вище училище культури і мистецтв імені Дмитра Бортнянського (педагоги з фаху Святослав Корсунь, Григорій Протасов), 2008-го — відділ художньої кераміки факультету декоративно-прикладного мистецтва Львівської національної академії мистецтв (педагог з фаху Орест Голубець). Деякий час працював у місті Фупінг (Китай).
Живе і працює у Києві.

## Творчість
Від 2004 року учасник всеукраїнських та міжнародних виставок і симпозіумів. Персональні виставки відбулися в містах Шидловці (2012, Польща), Опішні (2012), Києві (2018), Конотопі (2019), Сумах (2022), Кечкеметі (2022, Угорщина).
У роботах Мусатов використовує шамот, фаянсову та порцелянову маси. У червні 2013 року в Національному музеї-заповіднику українського гончарства в Опішному кераміст презентував найвищу в Україні п'ятиметрову монументальну керамічну скульптуру «Вежа».
Окремі роботи зберігаються у фондах музеїв Аріана та Авеню де ла Пе (м. Женева, Швейцарія), Музею кераміки в Людвігсбурзі (Німеччина), Міжнародного музею керамічного мистецтва FuLe  (Фупін, біля Сіаня, Китай), Національного музею Словенії, Арт Центру ім. Марка Ротко (м. Даугавпілс, Латвія), Hannelore Seiffert (Німеччина), Zepter (Мілан, Італія), Муніципального музею м. Авейру (Португалія), Музею Сумського фарфорового заводу (м. Суми, Україна), Національного музею-заповідника українського гончарства (Опішне, Україна), Українського інституту модерного мистецтва (м. Чикаго, США), приватних колекціях (зокрема Сергія Махна) та інших.
Серед важливих робіт:
- композиції «Чайний експрес» (2008), «Хто я? Звідки я? Куди йду?» (3 частини; всі — 2008), «У полоні часу» (2011), «Вежі І і ІІ», «Периста хмара», «Kill him» (всі — 2014), «Автопортрет».
- серії «Хмари», «Вибухи» (обидві — 2012—2014), «Galaxy» (планети, кратери, літаючі тарілки, прибульці), «My planet»[6], «My Mountain»[6], «Керамічні мотанки» (2024)[12].

## Нагороди
- стипендіат програми Gaude Polonia Міністерства культури та національної спадщини Польщі (2008, 2012)[3][4];
- перша премія І Міжнародного симпозіуму кераміки «Арт-вагонетка» (2009)[3];
- гранпрі ІІ ІНТЕРСимпозіуму кераміки в Опішному (2011)[3];
- перша премія ІІІ ІНТЕРСимпозіуму кераміки в Опішному (2012)[3];
- друга премія IV Національної виставки-конкурсу художньої кераміки «КерамПІК» в Опішному (2012)[3];
- I та II премії V ІНТЕРСимпозіуму кераміки в Опішному (2014)[2].